# Sweden social web camp

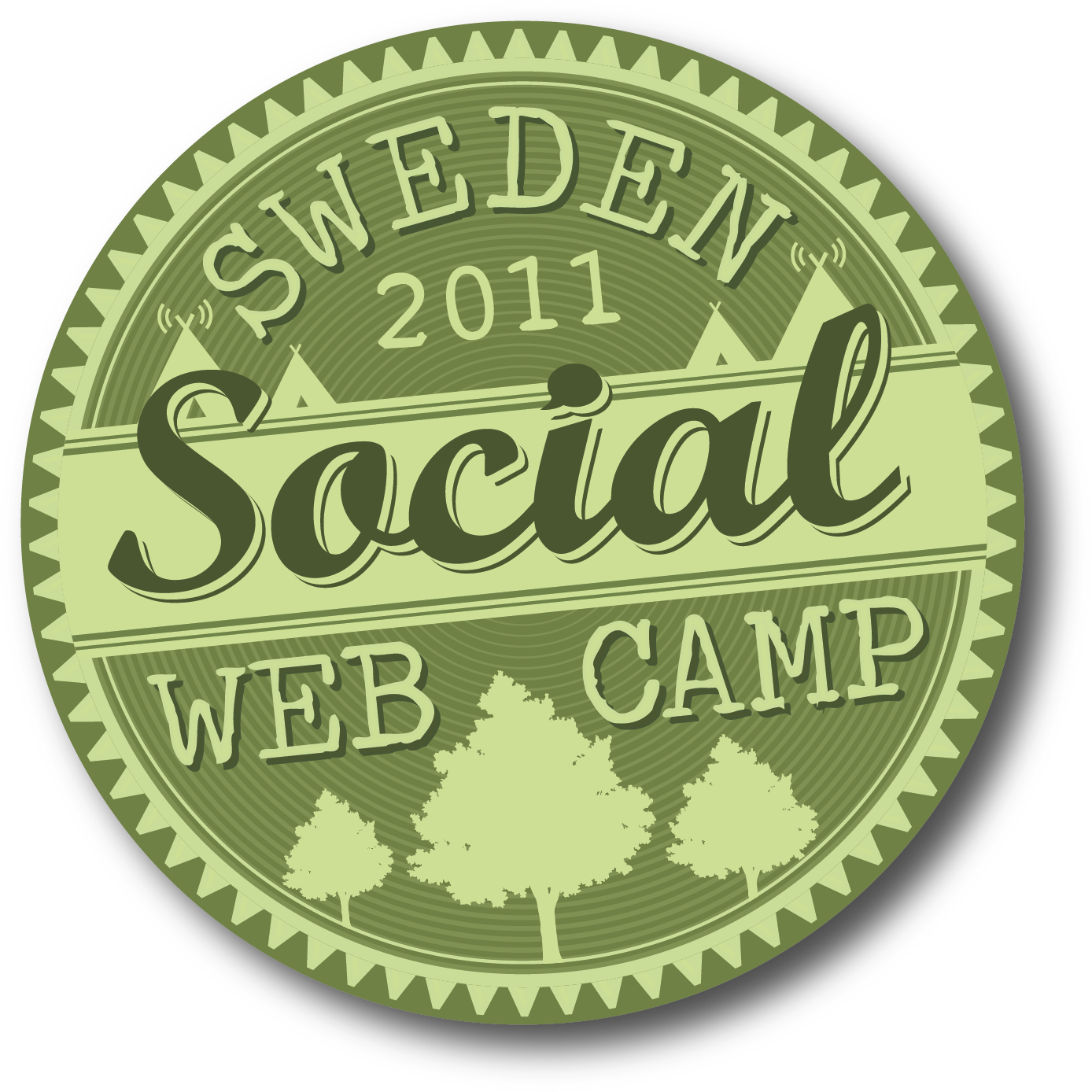
Logotypen för 2011

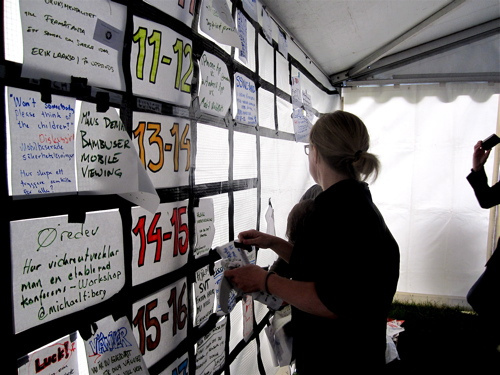
Schemat 2010 under uppbyggnad.

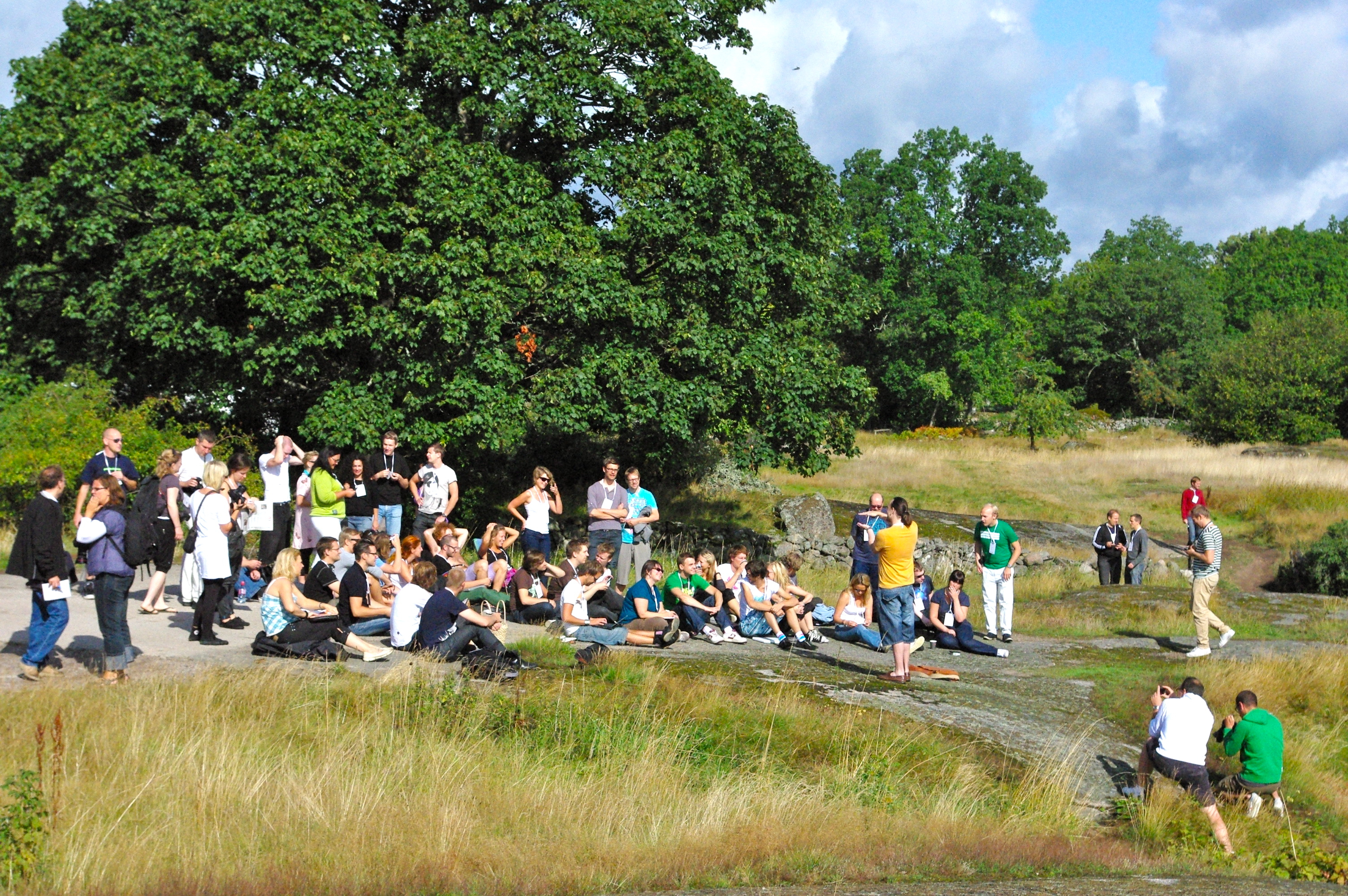
Joakim Jardenberg under en session 2009.

Sweden Social Web Camp, (SSWC) var en konferens som arrangerades från 2009 till 2013. Evenemanget initierades av Tomas Wennström och Kristin Heinonen sommaren 2009. Sweden Social Web Camp var en så kallad knytkonferens, en konferens där programmet skapas av deltagarna på plats. Den första konferensen hölls 21–23 augusti 2009 på Tjärö, Blekinge, med 286 deltagare. 2010 hade SSWC 400 över deltagare. Även 2011 var det över 400 deltagare och hade omfattande bevakning av Sveriges radios Medieormen.
2012 var det 450 deltagare.
Evenemangets tänkta syfte var att varje år samla Sveriges mest engagerade personer inom sociala medier för att tillsammans diskutera framtid, problem och koncept. 
En nyhet år 2012 var det crowdfundade tåget som gick till och från Stockholm till Bräkne-Hoby och plockade upp deltagare på flera orter på vägen. Tåget kom från Nässjö Järnvägsmuseum. 
2013 var sista året evenemanget arrangerades.